# Alday
Alday fou una família de mandolinistes i violinistes francesos oriünds de Perpinyà. El primer que es coneix, n. el 1735, fou un músic distingit que inicià els seus dos fills en l'art musical, el seu primogènit fou François Alday, París (1761-1835) ocupà la plaça de professor de mandolina en els Concerts spirituels, i després fou un violinista notable. El segon Paul Alday (1763-1835), després de completar la seva educació artística amb sota la direcció de Giovanni Viotti, s'establí a Edimburg, destacant com a compositor i Francisque Alday (1800-1846), violinista i director musical, i finalment Ferdinand Alday (1830-1875) músic. François i Paul, van compondre un excel·lent mètode de violí que, transcrit a l'idioma italià, publicà la casa Lucca, de Milà.